# Seznam grških igralcev
Seznam grških igralcev.
Ta seznam zajema filmske in gledališke igralce.

## A
Alekos Alexandrakis (1928-2005) -
Kyveli Andrianou (1888-1978) - Theodoros Angelopoulos (film. režiser)

## B
Vana Barba

## D
Georgianna Dalaras - Katia Dandoulaki

## F
Spiros Focás - Giorgos Foundas

## G
Apostolos Gkletsos

## H
Dimitris Horn (1921-1998)

## I
Dinos Iliopoulos (1913-2001)

## K
Tzeni Karezi (1936-1992) - Olga Karlatos (1947; r. Vlassopulos) -
Elena Kleus (1932)
Lambros Konstandaras (1913-1985) -
Maro Kontou (1935) -
Marika Kotopouli (1888-1954)

## L
Elli Lambeti (1926-1983) - Jorgos Lantimos (režiser) 
Zoe Laskari (1942)

## M
Melina Merkouri (1920-1994) - Eleni Menegaki (1969) -
Mitsos Myrat (1878-1964) -
Kostas Mousouris (1903-1976)

## O
Dimitris Ondos

## P
Dimitris Papamihail (1934-2004) - Irene Papas (1926) - 
Evelina Papoulia (1971) -
Katina Paxinou (1900-1973)

## R
Haris Romas (1960)

## V
Emilios Veakis (1884-1951) -
Thanasis Vengos (1926) - Anna Vissi? -
Rena Vlahopoulou (1923-2004) -
Aliki Vouyiouklaki (1933-1996) - Yorgo Voyagis (1945)